# Onesidezero
 Ovo je glavno značenje pojma Onesidezero. Za istoimeni album ovog sastava pogledajte Onesidezero (album).
Onesidezero (ili OneSideZero) je američki rock sastav iz Los Angelesa. 

## Povijest sastava
Sastav je osnovan 1997., te su snimili nekoliko demosnimki prije nego što su potpisali za izdavačku kuću Maverick Records. Svoj prvi studijski album Is This Room Getting Smaller objavljuju 20. studenog 2001. Kreću na trogodišnju turneju zajedno sa sastavima Incubus, 311, Static-X, Solfly, SOiL, te drugima, a nastupali su i s Linkin Parkom. Zbog relativnog neuspjeha albuma, sastav prekida s radom, a njegovi članovi nastavljaju s drugim angažmanima. 
Najuspješniji takav angažman bio je Abloom, u kojem su bili pjevač Jasan Radford, te gitarist Levon Sultanian. Također, u Abloomu su svirali i bivši članovi sastava Soulfly, Mike Doling te Roy Mayorga, te John Fahnestock, bivši član Snota. Izvršni producent bio je Shavo Odadjian, basist System of a Downa.
Krajem 2004., članovi Onesidezeroa su se odlučili ponovno okupiti, te snimiti nove materijale. Iduće dvije godine proveli su na turnejama, a 2006. potpisuju za izdavačku kuću Corporate Punishment Records, te svoj drugi studijski album nazvan Onesidezero objavljuju 5. lipnja 2007. Trenutačno rade na materijalima za novi album.

## Članovi sastava

### Trenutačna postava
- Jasan Radford – vokal
- Brett Kane – gitara, prateći vokal (1998. – 2003., 2007.-)
- Cristian Hernandez – bas-gitara, prateći vokal
- Rob Basile – bubnjevi
- Colin Crow - gitara (2007.-)

### Bivši članovi
- Levon Sultanian – gitara (1997. – 2003., 2004. – 2007.)

## Diskografija
- 2001. - Is This Room Getting Smaller
- 2007. - Onesidezero

## Videospotovi
| Pjemsa  | Album                                | Redatelj      |
| ------- | ------------------------------------ | ------------- |
| "Eight" | Is This Room Getting Smaller (2001.) | Jasan Radford |

## Vanjske poveznice
- Službena stranica